# Battle Creek Rumble Bees
I Battle Creek Rumble Bees sono stati una squadra professionistica statunitense di hockey su ghiaccio con sede a Battle Creek, Michigan. Nel corso della loro breve esistenza, una sola stagione (2019-2020), hanno militato nella Federal Prospects Hockey League.

## Storia
Nel giugno del 2019 la Federal Prospects Hockey League annunciò l'allargamento ad una decima franchigia in vista della stagione successiva, e che la squadra avrebbe avuto sede nel Michigan. Un mese più tardi venne ufficializzata l'iscrizione dei neonati Battle Creek Rumble Bees con General Manager Adam Stio, già GM degli Evansville Thunderbolts in SPHL, e Clint Hagmeier come allenatore.
La nascita tardiva rese difficile alla squadra mettere assieme un roster competitivo. Dopo nove sconfitte nelle prime nove partite, Hagmeier venne sollevato dall'incarico e sostituito dallo stesso Stio
La striscia di sconfitte continuò fino al 3 gennaio 2020, quando la squadra riuscì a vincere la prima e unica partita della sua storia, in trasferta contro gli Elmira Enforcers, per 2-1. I Rumble Bees riuscirono a raccogliere solo altri due punti, con due sconfitte ai tempi supplementari. Quando il campionato fu cancellato a causa della pandemia di COVID-19, la squadra aveva un record di 1 vittoria e 47 sconfitte, due dei quali ai supplementari, pari a 5 punti e 0.21 come percentuale di vittorie: questo risultato gli valse il poco lusinghiero nomignolo di peggior squadra nell'hockey professionistico. Per trovare una squadra professionistica nordamericana con risultati simili bisogna tornare alla stagione 1948-1949 della International Hockey League, quando i Windsor Ryancretes ottennero 6 pareggi e nessuna vittoria in 31 incontri. Era anche la squadra con meno pubblico dell'intera lega, con una media di soli 353 spettatori nelle 20 gare giocate in casa.
A giugno 2020 la squadra venne sciolta, nonostante i tentativi di Stio di salvare la squadra spostandola in una nuova città.